# Jean Michel Massing
Pour les articles homonymes, voir Massing (homonymie).
Jean Michel Massing (né en 1948) est un historien d'art français. Auteur de nombreux articles, il enseigne depuis 1977 à l'Université de Cambridge.

## Biographie
Fils de Joseph Massing, maire de Sarreguemines (1953-1967), Jean Michel Massing naît en 1948 à Sarreguemines en Moselle. Après avoir passé un baccalauréat de philosophie en 1974, Jean Michel Massing poursuit ses études à l'Université de Strasbourg, dont il sort diplômé en 1971. Il se spécialise en histoire de l'art de 1971 à 1974. À la fin de son cursus, il épouse une restauratrice d’œuvres d'art. Son doctorat portera, en 1985, sur la représentation de La Calomnie d'Apelle dans l'iconographie. De 1974 à 1977, il obtient une bourse d'études pour étudier à l'Institut Warburg de Londres. Depuis 1977, Jean Michel Massing enseigne au département d'histoire de l'art de l'Université de Cambridge. Il a été fait chevalier, puis Officier, dans l’Ordre des Arts et des Lettres.
Ses travaux portent sur l'art médiéval et l'art moderne européen. Ses recherches portent aussi aujourd'hui sur l’art africain des XVIe et XVIIe siècles.
Il est collaborateur à la revue spécialisée dans l'estampe Print Quarterly.

## Publications
- Studies in imagery, London : Pindar press, 2004.
- « The image of Africa and the iconography of lip-plated Africans in Pierre Descelier's world map of 1550 », dans  Black Africans in Renaissance Europe, ed. by T. F. Earle and K. J. P. Lowe, Cambridge University Press, 2005.
- La mappemonde de Pierre Desceliers de 1550, Paris : École du Louvre, 2003.
- Erasmian wit and proverbial wisdom, London : the Warburg institute, 1995.
- Symbolic imagery in Lorraine , 1994.
- Sicut erat in diebus Antonii: the devils under the bridge in the Tribulations of St. Antony by Hieronymus Bosch in Lisbon, London : Phaidon Press, 1994.
- Splendours of Flanders,  Cambridge : Cambridge university press, 1993.
- Bliesbruck-Reinheim , Metz : Éd. serpenoise, 1993.
- Early European images of America : the ethnographic approach , in Circa 1492, 1992.
- « Observations and beliefs : the world of the Catalan atlas », dans Circa 1492; Art in the Age of Exploration, Jay A. Levenson. Washington, DC: National Gallery of Art, 1991.
- Du texte à l'image : la calomnie d'Apelle et son iconographie, Strasbourg : Presses universitaires de Strasbourg, 1990.